# Rachel Crow
Rachel Crow (Mead, Colorado, Estados Unidos, 23 de enero de 1998) es una actriz, cantante y comediante estadounidense. 
En 2011 se unió a la primera temporada del programa de televisión norteamericano The X Factor que se desarrolla como una competencia de música que busca nuevos talentos de canto, quedando en el 5º lugar general. Después de ser eliminada del programa, Crow se reunió con The Walt Disney Company para posibles papeles en el futuro en las producciones de Disney.
Sin embargo a partir del año 2012 comenzó a participar en diversos programas de la cadena de televisión infantil Nickelodeon incluyendo BrainSurge, Inside Edition, Figure It Out y The Wendy Williams Show. Finalmente, ese mismo año, protagonizó la serie Fred: The Show interpretando a «Starr» a lado de Lucas Cruikshank.
Actualmente Rachel comparte su música en plataformas como Spotify.

## Primeros años
Rachel Crow nació y se crio en Mead, Colorado el 23 de enero de 1998. Debido a que su madre biológica sufría una adicción al crack (droga), Rachel fue a una familia de acogida cuando era una bebé, la familia Crow, para posteriormente ser adoptada por dicha familia. A pesar de que su madre, Kelly Crow sufre de esclerosis múltiple, también adoptaron a la más hermana menor de Rachel, Hannah.
Crow interpretó su primera canción ("Breathe" de Faith Hill) a los 18 meses de edad y por primera vez en público a los seis años como parte del programa de talentos de su escuela. Sus padres la llevaron a Los Ángeles en 2010 para apoyar su sueño de ser artista y ella hizo una audición a los 13 años en The X Factor a principios de 2011. Después de ser elegida como concursante de más de 100.000 personas que acudieron a los cástines para la temporada 1 de The X Factor (EE. UU.), que cautivó al público con su poderosa voz y su chispeante personalidad y quedó en quinto lugar en el concurso de la temporada. Una favorita de los fanes y querida entre los jueces, L.A. Reid considera que ella es una "cantante de funky, luchadora con el alma", con Simon Cowell declarando que el público debería "escuchar mucho más de ella."

## Trayectoria musical

### 2011: Factor X
La señorita Crow audicionó para la temporada 1 de The X Factor EE. UU. En Los Ángeles, California, frente a Simon Cowell, Paula Abdul, Cheryl Cole, y L.A. Reid. Ella fue la primera persona en audicionar frente a los jueces. Ella cantó "Mercy" de Duffy y lo hizo todo el camino a los shows en vivo. Llegó a los 5 primeros, pero después de los votos de los jueces no podían decidir, Crow fue eliminada por el público. Inmediatamente después que los resultados se dieron a conocer, Crow se desplomó en el escenario y lloró desconsoladamente. Nicole Scherzinger, la jurado responsable del envío al voto a un punto muerto, estaba visiblemente molesto por el resultado. Cuando Steve Jones preguntó a Scherzinger si tenía algo que decir, ella negó con la cabeza y se volvió, aparte fue abucheada por el público por tomar la votación a un punto muerto.

### Actuaciones en Factor X
| Episodio                          | Tema                         | Orden                | Canción                         | Artista original                 | Resultado                  |
| --------------------------------- | ---------------------------- | -------------------- | ------------------------------- | -------------------------------- | -------------------------- |
| Audición                          | Elección del Audicionador    | —                    | "Mercy"                         | Duffy                            | Avanza a Taller            |
| Taller 1                          | Actuación grupal 1           | "Run to You"         | Whitney Houston                 | Avanza                           |                            |
| Taller 2                          | Actuación grupal 2           | "I Have Nothing"     | Whitney Houston                 | Avanza                           |                            |
| Taller 3                          | Actuación solista            | "If I Were a Boy"    | Beyoncé Knowles                 | Avanza a las Casas de los Jueces |                            |
| Casa de los Jueces                | Elección libre               | "I Want It That Way" | Backstreet Boys                 | Avanza a las Galas               |                            |
| Semana 1                          | Elección libre               | 14                   | "Baby"/"Where Did Our Love Go"  | Justin Bieber / The Supremes     | Salvada por Simon Cowell   |
| Semana 2                          | Elección de los Jueces       | 4                    | "Walking on Sunshine"           | Katrina and the Waves            | Salvada                    |
| Semana 3                          | Canciones de películas       | 11                   | "I'd Rather Go Blind"           | Etta James                       | Salvada                    |
| Semana 4                          | Rock                         | 2                    | "(I Can't Get No) Satisfaction" | The Rolling Stones               | Salvada                    |
| Semana 5                          | Giving Thanks                | 1                    | "I Believe"                     | Yolanda Adams                    | Salvada                    |
| Semana 6                          | Canciones de Michael Jackson | 4                    | "Can You Feel It"               | The Jacksons                     | Salvada                    |
| Semana 7                          | Éxitos de la música dance    | 3                    | "Nothin' on You"                | B.o.B / Bruno Mars               | Bottom two                 |
| Semana 7                          | Canciones de salvación       | 8                    | "Music and Me"                  | Michael Jackson                  | Bottom two                 |
| Final momento decisivo (Semana 7) | Elección libre               | 2                    | "I'd Rather Go Blind"           | Etta James                       | Eliminada por punto muerto |

### 2012: Post Factor X
Se anunció que Crow firmó un contrato discográfico con Columbia Records y un contrato con Nickelodeon para su propia serie de televisión. También se presentará en el Summer Tour 2012 de Big Time Rush, junto con Cody Simpson. También fue estrella invitada en un episodio de dos partes de Fred: The Show.
Crow ha anunciado recientemente a través de Twitter que ella lanzará un EP de cinco canciones en junio de 2012, con una canción coescrita por ella misma. Más tarde se anunció a través de su página web que será lanzado el 26 de junio de 2012 y será homónimo. El primer sencillo es "Mean Girls", que Crow coescribió con Toby Gad. Gad también produjo la canción. Las cuatro otras canciones son "Rock With You" con el rapero Mann, "Lemonade", "My Kind of Wonderful" y "What A Song Can Do". También ha trabajado con el productor Jonas Jeberg, quien ha trabajado con cantantes como The Wanted.

## Vida personal
Crow admitió haber cometido actos de autolesión antes de su audición para The X Factor. "En un momento me puse muy mal", dice ella, "y yo estaba tan cerca de suicidarme... me odiaba a mí misma. Mi pelo, mi peso, el hecho de que fui adoptada, que mis padres eran tan argumentativos". Pocos días después del anuncio, Crow admitió que todavía se sentía un poco cohibida, y que estaba en una dieta para bajar de peso.

## Filmografía

### Televisión
| Año  | Serie/Película                 | personaje                     | Notas                                              |
| ---- | ------------------------------ | ----------------------------- | -------------------------------------------------- |
| 2005 | Three Wise Guys                | Chica                         | Desacreditado                                      |
| 2006 | In From the Night              | Little Girl in Doctors Office | Desacreditado                                      |
| 2010 | Pizza & Karaoke                | Darla                         | Película de TV, personaje principal                |
| 2011 | The X Factor                   | Ella misma                    | concursante, concurso de talentos                  |
| 2011 | The Wendy Williams Show        | Ella misma                    | Invitada especial                                  |
| 2011 | Live with Regis and Kathie Lee | Ella misma                    | Invitada especial                                  |
| 2011 | Inside Edition                 | Ella misma                    | Invitada especial, documental de TV                |
| 2011 | BrainSurge                     | Ella misma                    | Concursante, programa de concursos Nickelodeon     |
| 2012 | Fred: The Show                 | Starr                         | Personaje principal, Serie de TV Nickelodeon       |
| 2012 | Big Time Rush                  | Winnie                        | Invitada especial, serie de TV Nickelodeon         |
| 2012 | Figure It Out                  | Ella misma                    | Concursante, programa de concursos Nickelodeon     |
| 2014 | Rio 2                          | Carla                         | (Voz)                                              |
| 2015 | Invisible Sister               | Nikki                         | Papel recurrente, película original Disney Channel |
| 2017 | Dreida and Laney Rob a Train   | Laney                         | Película original Netflix, personaje principal     |
| 2018 | Bumblebee (película)           | Chica                         | Spin-off de Transformers (película)                |

## Discografía

### EP
| Título                    | Año  | Detalles | Posiciones |
| Título                    | Año  | Detalles | US         |
| ------------------------- | ---- | --- | ---------- |
| Rachel Crow               | 2012 | - Lanzamiento: 26 de junio de 2012 - Discográfica: Syco Music/Columbia Records - Formato: CD, Descarga digital | 14         |
| Rachel Crow: Up All Night | 2019 | Sencillo lanzado el 25 de enero de 2019                                                                        |            |